# Baša
Baša je priimek več znanih oseb:
- Danica Baša, pianistka
- Fran Baša (1901—1972), slovenski odvetnik v Trstu
- Ivan Baša (1875—1931), slovenski prekmurski duhovnik, pisatelj in politični voditelj
- Ivan Baša (1906—85), slovenski šolnik, kmetijski strokovnjak
- Jožef Baša Miroslav (1894—1916), slovenski prekmurski duhovnik in pesnik na Ogrskem
- Marko Baša (*1982), črnogorski nogometaš
- Vladimir Baša (1913—1970), slovenski zamejski gospodarstvenik in prosvetni delavec v Gorici